# MKM Stadium
Il MKM Stadium è lo stadio dell'Hull City, squadra di calcio britannica militante nella Sky Bet Championship, e del Hull FC, squadra di rugby a 13 che gioca nella Super League Europea. Era anche conosciuto come KC e KCOM Stadium, ma la sponsorizzazione del MKM Building Supplies ha interrotto dopo 19 anni la sponsorizzazione di Kingston Communications.

## Storia
L'idea per un nuovo stadio a Kingston upon Hull fu inizialmente pensata nel 1997, ma le finanze necessarie per mettere in opera il progetto si presentarono solo quando il "City Council" (Consiglio cittadino) trovò come partner e socio nel progetto la Kingston Communications. Il Consiglio provvedette a gran parte dei fondi, più di 42 milioni di sterline.
Il team a cui venne affidata la realizzazione del progetto varò più di una dozzina di siti dove locare la costruzione del nuovo stadio, fuori e dentro la città, prima di decidere per il "The Circle" a West Park. I fattori che contribuirono alla scelta includono i trasporti, le linee guida istituite dal governo, le già esistenti strutture sportive, l'isolamento dalla zona residenziale.
Sebbene si presentarono una serie di ostacoli durante la costruzione della struttura, incluso il permesso della comproprietà con la squadra di calcio l'Hull City A.F.C., lo stadio venne completato in tempo (quattordici mesi) e restando nel budget prestabilito (approssimativamente 44 milioni di sterline). I cancelli dello stadio vennero aperti il 18 dicembre 2002 in occasione di Hull City - Sunderland, finita poi 1-0, un'amichevole giocata per l'occasione. Steve Melton segnò il goal, il primo assoluto al KC Stadium.

## Capienza
Lo stadio può contenere un quantitativo totale di 25.404 persone, tutti posti a sedere. Questa moderna struttura si compone di quattro tribune da due anelli cadauno. La Tribuna Nord, o North Stand (Smith & Nephew) possiede 4.000 posti, la East Stand (Ideal Standard) 6.000, la South Stand (MKM), gemella della tribuna opposta può anch'essa ospitare 4.000 tifosi, mentre la West Stand (deVries Honda) ha 11.000 posti a sedere, il settore più grande del Kingston Communication Stadium.

## Galleria d'immagini

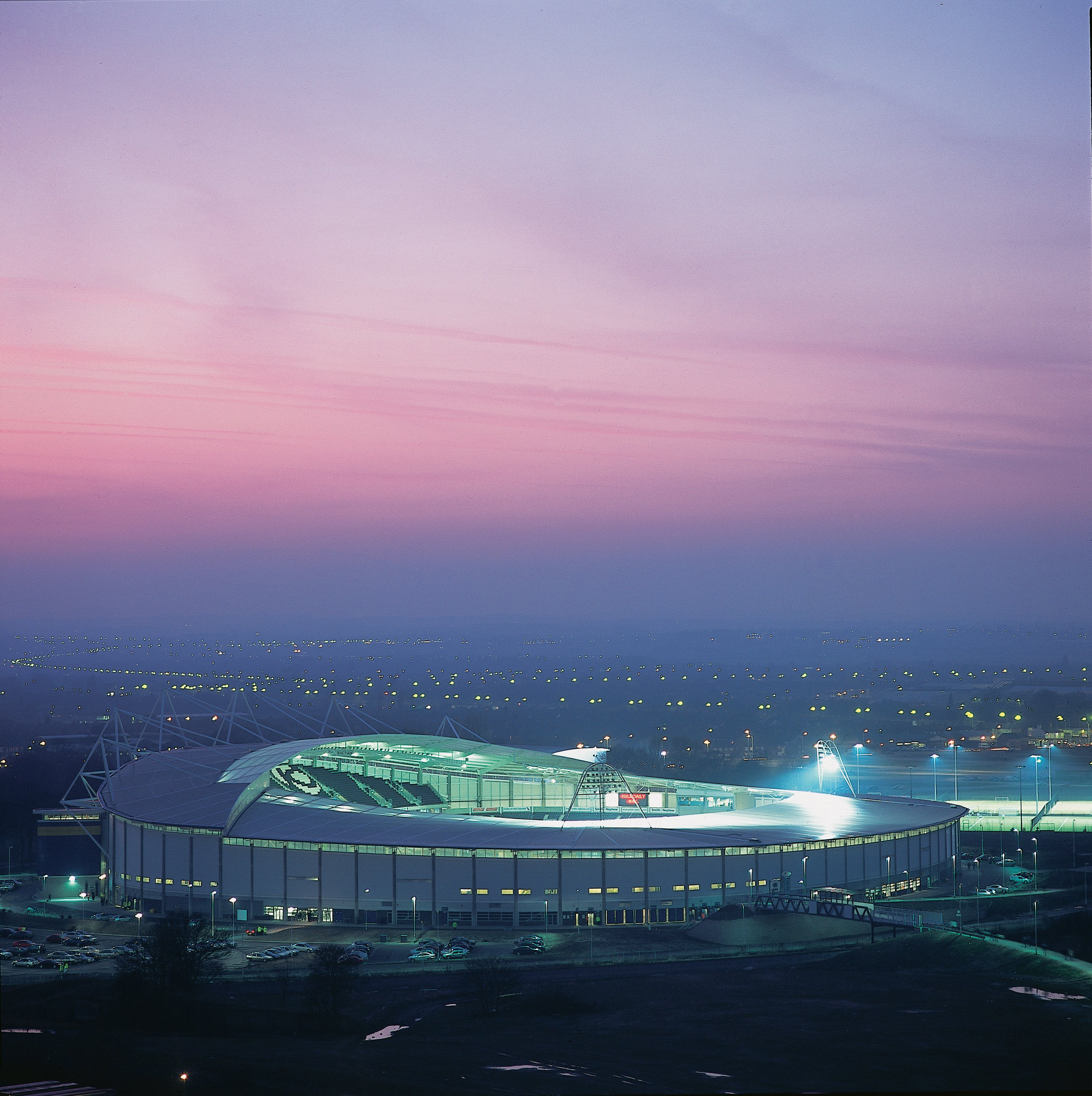
Vista esterna del MKM Stadium.
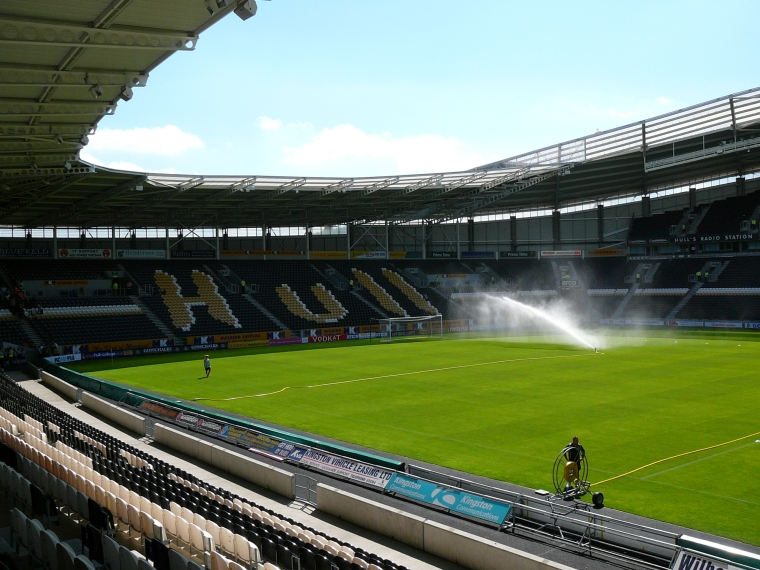
La South Stand (Interno).
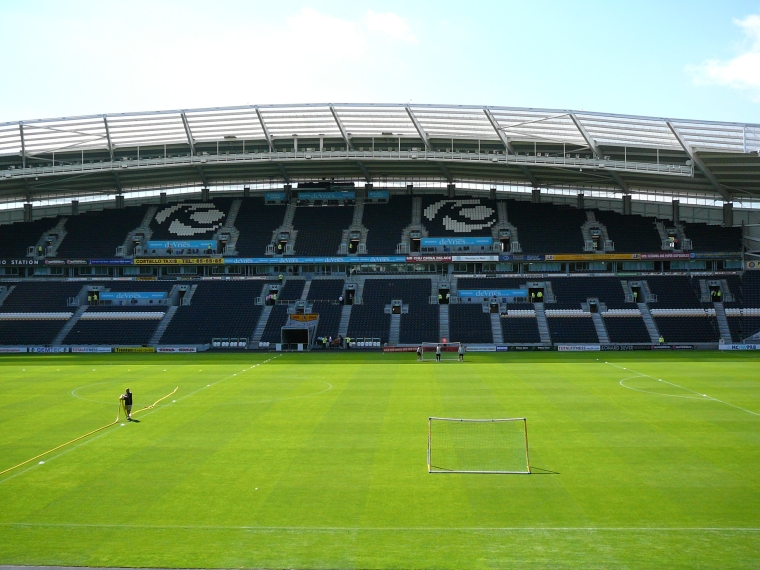
La West Stand (Interno).
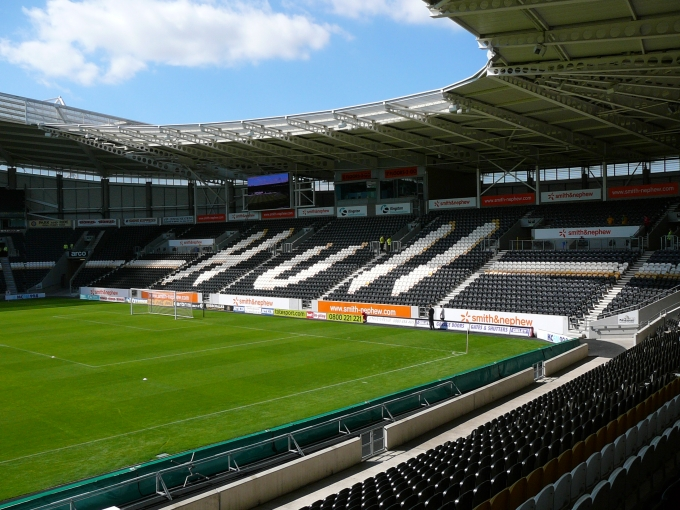
La North Stand  (Interno)
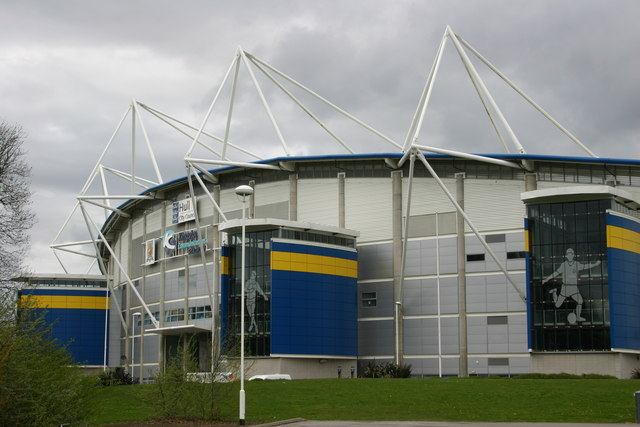
Esterno dello stadio, adornato con i colori dell'Hull City Council, il proprietario del MKM Stadium